# Sipia
Sipia és un gènere d'ocells de la família dels tamnofílids (Thamnophilidae).

## Taxonomia
Segons la Classificació del Congrés Ornitològic Internacional (versió 10.2, 2020) aquest gènere està format per tres espècies:
- Sipia berlepschi - formiguer fosc.
- Sipia nigricauda - formiguer d'Esmeraldas.
- Sipia palliata - formiguer fluvial del Magdalena.
- Sipia laemosticta - formiguer fluvial septentrional.